# Zach Osburn
Zachary Osburn (* 7. února 1997, Plymouth, Michigan,) je americký hokejový obránce hrající za tým Iserlohn Roosters v německé DEL.

## Statistiky

### Klubové statistiky
| Sezóna       | Klub                       | Soutěž       |     | Základní část | Základní část | Základní část | Základní část | Základní část |   | Play off | Play off | Play off | Play off | Play off |
| Sezóna       | Klub                       | Soutěž       | Z   | G             | A             | B             | TM            | Z             | G | A        | B        | TM       |          |          |
| 2014/15      | Chicago Steel              | USHL         | 54  | 8             | 8             | 16            | 28            | —             | — | —        | —        | —        |          |          |
| 2015/16      | Michigan State University  | NCAA         | 37  | 6             | 13            | 19            | 12            | —             | — | —        | —        | —        |          |          |
| 2016/17      | Michigan State University  | NCAA         | 35  | 4             | 8             | 12            | 14            | —             | — | —        | —        | —        |          |          |
| 2017/18      | Michigan State University  | NCAA         | 33  | 4             | 5             | 9             | 33            | —             | — | —        | —        | —        |          |          |
| 2018/19      | Michigan State University  | NCAA         | 36  | 3             | 11            | 14            | 28            | —             | — | —        | —        | —        |          |          |
| 2018/19      | Milwaukee Admirals         | AHL          | 1   | 0             | 1             | 1             | 0             | —             | — | —        | —        | —        |          |          |
| 2019/20      | Stockton Heat              | AHL          | 5   | 0             | 0             | 0             | 2             | —             | — | —        | —        | —        |          |          |
| 2019/20      | Kansas City Mavericks      | ECHL         | 50  | 7             | 20            | 27            | 27            | —             | — | —        | —        | —        |          |          |
| 2020/21      | Kansas City Mavericks      | ECHL         | 44  | 7             | 19            | 26            | 37            | —             | — | —        | —        | —        |          |          |
| 2021/22      | Ritten Sport               | AlpsHL       | 38  | 13            | 27            | 40            | 63            | 9             | 2 | 4        | 6        | 2        |          |          |
| 2021/22      | Ritten Sport               | IHL          | 3   | 0             | 1             | 1             | 0             | —             | — | —        | —        | —        |          |          |
| 2022/23      | HK Dukla Ingema Michalovce | SLH          | 47  | 14            | 17            | 31            | 45            | 18            | 2 | 3        | 5        | 12       |          |          |
| 2023/24      | BK Mladá Boleslav          | ČHL          | 31  | 4             | 7             | 11            | 27            | —             | — | —        | —        | —        |          |          |
| 2023/24      | HC Kometa Brno             | ČHL          | 16  | 1             | 3             | 4             | 2             | 2             | 0 | 0        | 0        | 0        |          |          |
| NCAA celkově | NCAA celkově               | NCAA celkově | 141 | 17            | 37            | 54            | 87            | —             | — | —        | —        | —        |          |          |